# Andando nas Nuvens
Andando nas Nuvens é uma telenovela brasileira produzida e exibida pela TV Globo de 22 de março a 5 de novembro de 1999, em 197 capítulos. Substituindo Meu Bem Querer e sendo substituída por Vila Madalena, foi a 58.ª "novela das sete" exibida pela emissora. 
Escrita por Euclydes Marinho, com colaboração de Elizabeth Jhin, Letícia Dornelles e Vinícius Vianna, contou com a direção de Dennis Carvalho, José Luiz Villamarim e Ary Coslov, com direção geral e núcleo de Dennis Carvalho.
Conta com Marco Nanini, Susana Vieira, Débora Bloch, Vivianne Pasmanter, Marcos Palmeira, Marcello Novaes, Marcio Garcia e Cláudio Marzo nos papéis principais.

## Enredo
Em uma noite de 1981, o jornalista Gregório Montana, dono do jornal Correio Carioca, é assassinado misteriosamente em sua mansão no bairro da Urca, no Rio de Janeiro. Uma figura misteriosa invade seu quarto e o sufoca com o travesseiro enquanto dorme. Otávio Montana chega a tempo de lutar com o assassino, mas é atirado do alto da varanda da casa e fica inconsciente.
Sendo assim, Otávio fica 18 anos em coma, sofrendo um estado de encefalite letárgica, também conhecida como "a doença do sono", se alimentando e se movendo com a ajuda de enfermeiras, mas mantendo a inconsciência. Felizmente, ele recebe um tratamento inovador realizado pela doutora Lídia Libion, médica perita na doença, mas pouco esperançosa pela recuperação total de Otávio, até que um acidente com as máquinas hospitalares faz Otávio receber uma descarga elétrica e recuperar a vida. Porém, parte da memória dele está desestruturada. Ele se lembra apenas dos fatos ocorridos em 1968, bem antes do acidente. Naquela época, ele era noivo da bela Eva Rocha. Mais tarde, descobre que se casou, teve três filhas e que Eva morreu misteriosamente.
Há duas únicas pessoas que compõem o passado de Otávio: Alex e Antônio San Marino. Alex é o amigo leal, fiel e incondicional que cuidou dele e de suas filhas durante o coma. San Marino foi o filho da empregada da família e se tornou quase como um irmão para Otávio. Hoje, San Marino é o atual dono do Correio Carioca  e se tornou um rico e poderoso empresário. Otávio acredita na amizade de San Marino, mas, aos poucos, descobre que ele é o responsável por todas as suas desgraças. Sempre ao lado do tresloucado Bob Lacerda, seu puxa-saco, San Marino é um homem corrupto e de má índole, um psicopata que usa o Correio Carioca para manipulação política e com pretensão de se tornar o senador da República. Ele teme que, com a recuperação de Otávio, tenha seu passado desmentido, mesmo sabendo que Otávio perdeu a memória.
A trama de Otávio se torna cada vez mais tentadora quando ele passa a viver um romance com Gonçala. Ela é esposa de San Marino, mas sempre foi rejeitada por ele. Ao se relacionar com Otávio, ela vê a oportunidade de ser feliz de novo. E assim se forma um inevitável triângulo amoroso.
Ao saber que Otávio sofreu melhoras, suas três filhas passam a se rever. Porém, ambas possuem gênios opostos e alguma ligação irônica com San Marino. Júlia Montana, a mais velha, trabalha com jornalista no jornal de San Marino. Honesta e de bom coração, apoia o pai e tem uma relação com o jornalista Chico Mota, também amigo de Otávio. Mas ela possui uma certa rivalidade competitiva com o rapaz. E, para completar, a ex-mulher de Chico, Lúcia Helena, volta ao bairro da Urca, junto a filha que tiveram, a prodigiosa Constancinha. Lúcia Helena faz de tudo para voltar para Chico, até mesmo se aliar a Judite/Juju, a mãe rabugenta de Chico que odeia Lúcia Helena, mas se associa a ela por detestar mais Júlia. Elisabeth, a filha do meio, é uma moça fútil e ambiciosa que se casa com Arnaldinho, filho de San Marino, para enriquecer. Arnaldinho sempre teve tino para os negócios do pai, porém sempre foi muito mulherengo, ambicioso e irresponsável. A maior prova disso é a rejeição a Elisabeth quando ela engravida. A ambição de Elisabeth é tamanha que a faz rejeitar o grande amor de sua vida, Raul Pedreira, por sua pobreza. O fotógrafo trabalha junto a Júlia e divide um minúsculo apartamento com Chico. E a filha caçula é a doce e inocente Celi. Ela pretende ir para um convento devido seu fanatismo religioso, mas se apaixona por Thiago, o filho de San Marino. Diferente do pai e do irmão, ele possui bom caráter. Mas San Marino rejeita o fato do seu filho mais novo não querer assumir os negócios do pai e gostar de música clássica. Crendo Thiago ser homossexual, ele até chega a levar o menino a um bordel.
A trama possui diversos núcleos, como no Correio Carioca, onde trabalham o solteirão de meia-idade e chefe de redação Wagner Macieira, que tenta fazer um bom jornal, mesmo sendo interferido pelo sensacionalismo de San Marino; o dublê de repórter e dançarino de gafieira Dino Israel, o pirado Jacques Delon, que trabalha com colunista social e editor de cultura; a repórter Ana Paula e a estagiária Zezé. Todos estes jornalistas frequentam o Café Samba Berlim, administrado por Tião Alemão, um sujeito divertido que sempre se lembra de quando era jovem e servia a marinha. Outro lugar assiduamente frequentado é a Academia de Dança Dancin' Days, onde trabalha Janete, irmã mais velha de Chico, uma moça sensual e madura que adora namorar homens mais novos, como o malandro Átila, o que desespera Joana, a filha da professora de dança.
Em meio ao enredo, também há a esposa de Bob Lacerda, Flora, uma terapeuta corporal, apaixonada pela profissão. Atende nos domicílios, para desespero de Bob. Júlia é uma de suas clientes, já que é adepta dos tratamentos alternativos e fã ardorosa da cultura oriental.
Alex é casado com Oneide, que conheceu o marido depois de ganhar uma fortuna na loteria. Ela é responsável pelo molho do cachorro quente, segredo do sucesso do empreendimento do marido. Sensitiva, tem um papel importante quando seus poderes extra-sensoriais ajudam na descoberta dos verdadeiros culpados pela morte do pai de Otávio.
Mas a trama só agita de vez quando Eva retorna ao bairro da Urca com outra identidade: ela agora é a Condessa de Astrid Van Bradenburg. Mais tarde, ela revela a Otávio que lhe traiu com San Marino e que Júlia é o fruto desta traição. Após cortar relações com San Marino, ele a ameaçara durante o assassinato de Gregório e ela fugiu para o exterior, fez plásticas para não ser reconhecida e enriqueceu. No último capítulo da trama, Eva e San Marino caem do convés, San Marino morre no local e Eva é encaminhada ao hospital, onde também vai a óbito. No final, Otávio fica com Gonçala, Júlia fica com Chico, Beth com Raul e Celi com Tiago.

## Elenco
| Interprete          | Personagem                                            |
| ------------------- | ----------------------------------------------------- |
| Marco Nanini        | Otávio Montana                                        |
| Cláudio Marzo       | Antônio San Marino (San Marino)                       |
| Débora Bloch        | Júlia Montana                                         |
| Débora Bloch        | Eva Montana (jovem)                                   |
| Marcos Palmeira     | Francisco Viana de Oliveira Mota (Chico Mota/Chicote) |
| Susana Vieira       | Gonçala San Marino                                    |
| Vivianne Pasmanter  | Elisabete Montana Rocha (Bete)                        |
| Marcello Novaes     | Raul Pedreira                                         |
| Márcio Garcia       | Arnaldo San Marino (Arnaldinho)                       |
| Mariana Ximenes     | Celi Montana                                          |
| Caio Blat           | Thiago San Marino                                     |
| Júlia Lemmertz      | Lúcia Helena Miranda (Lulu)                           |
| Nicette Bruno       | Judite Viana de Oliveira Mota (Juju)                  |
| Otávio Augusto      | Alexandre Dias (Alex)                                 |
| Isabela Garcia      | Oneide Dias                                           |
| Helena Ranaldi      | Drª. Lídia Libion                                     |
| Eliane Giardini     | Janete Viana de Oliveira Mota Vargas                  |
| Fernanda Souza      | Joana Mota Vargas                                     |
| Taumaturgo Ferreira | Átila Silva de Oliveira                               |
| Antônio Abujamra    | Álvaro Luís Gomes                                     |
| Hugo Carvana        | Wagner Macieira                                       |
| Felipe Camargo      | Roberto Lacerda (Bob)                                 |
| Lúcia Veríssimo     | Flora Dumont Lacerda                                  |
| Tonico Pereira      | Torquato                                              |
| Tony Tornado        | Sebastião Alemão (Tião) / Benedito Assunção           |
| Otávio Muller       | Dino Israel                                           |
| Carla Cabral        | Ana Paula Diniz                                       |
| Antônio Pedro       | Jacques Delon                                         |
| Thalma de Freitas   | Maria José (Zezé)                                     |
| Virgínia Cavendish  | Patrícia Alcântara Gomes                              |
| Milton Gonçalves    | Delegado Serafim Moreira                              |
| Isabel Guéron       | Valéria Gomes                                         |
| Pedro Brício        | Luiz Mário (Lula)                                     |
| Karla Karenina      | Iracema                                               |
| Betty Erthal        | Lucila                                                |
| Gabriela Martins    | Constância Mota (Constancinha                         |
| Jorge Neves         | Serginho                                              |
| Luciana Migliaccio  | Gisela                                                |
| Sílvio Guindane     | M.C. Clayton                                          |

### Participações especiais
| Intérprete             | Personagem                                            |
| ---------------------- | ----------------------------------------------------- |
| Renata Sorrah          | Eva Montana / Condessa Astrid von Brandenbürg         |
| Sebastião Vasconcellos | Dr. Hélio Arantes                                     |
| Ary Coslov             | Gregório Montana / garçom na festa do último capítulo |
| Adriano Reys           | Lúcio Dumont                                          |
| André Mattos           | Pacheco Pitbull                                       |
| Alexandre Dacosta      | Eurico Fidelix                                        |
| Ana Beatriz Nogueira   | Marta                                                 |
| Ana Lúcia Torre        | Olívia Mota                                           |
| André Segatti          | Go-go boy                                             |
| Adressa Köetz          | Hannah                                                |
| Ary França             | Juvenal                                               |
| Bruna Lombardi         | Drª. Frida                                            |
| Carlos Evelyn          | Nicolau Rocha                                         |
| Dalton Vigh            | Dr. Cícero                                            |
| Dennis Carvalho        | Comandante (voz)                                      |
| Carlos Casagrande      | Joaquim Pedro Honório (JP)                            |
| Cininha de Paula       | Bárbara                                               |
| Eduardo Lago           | Célio Maninho                                         |
| Eliane Aguiar          | Juliana                                               |
| Elias Gofman           | empregado de San Marino                               |
| Guida Vianna           | Zana                                                  |
| Isio Ghelman           | Araújo                                                |
| Ivens Godinho          | Delegado Tavares                                      |
| Ivone Hoffmann         | Zelda                                                 |
| Jorge Coutinho         | Roberto                                               |
| José D'Artagnan Júnior | Arnon Monteiro                                        |
| Joyce de Oliveira      | Madre                                                 |
| Leandro Hassum         | entrevistado                                          |
| Leopoldo Pacheco       | médico                                                |
| Lúcio Mauro Filho      | segurança da clínica psiquiátrica                     |
| Luthy Fernandes        | aluno da academia                                     |
| Malu Galli             | grávida que faz parto na van de Otávio                |
| Marcelo Brou           | Frederico                                             |
| Marcelo Mansfield      | atendente de joalheria                                |
| Marcos Oliveira        | Dr. Vantuir Magalhães                                 |
| Miwa Yanagizawa        | atendente do restaurante japonês                      |
| Murilo Elbas           | Aurélio                                               |
| Nilton Bicudo          | Rolando Bicalho                                       |
| Octávio Domit          | Mário Bernardo                                        |
| Dani Barros            | Neta de Luiz Alberto                                  |
| Rafaela Mandelli       | Karinne                                               |
| Ricardo Duque          | homem que assedia Celi em boate                       |
| Ricardo Kosovski       | Adolfo                                                |
| Regina Dourado         | Yeda Mangabeira Pedreira                              |
| Renato Scarpin         | Tales                                                 |
| Rita Guedes            | Vanessa Uau                                           |
| Hebert Richers Jr.     | Afonso                                                |
| Malu Valle             | Matilde                                               |
| Roney Villela          | apostador de carteado                                 |
| Sandro Rocha           | corretor de imóveis                                   |
| Sérgio Loroza          | Carlão                                                |
| Zezé Polessa           | Bonitona                                              |

## Produção
Teve como títulos provisórios Maluco Beleza, Alto Astral (que seria o título de uma novela lançada em 2014), Volta por Cima (que seria o título de uma novela lançada em 2024) e Feliz por um Triz. Andando nas Nuvens, o título definitivo, só foi escolhido no mês de estreia da trama.
Foi a primeira novela solo de Euclydes Marinho. Para escrever a novela, ele baseou-se nas comédias românticas das décadas de 40 e 50. A decisão de colocar uma novela romântica no horário foi fruto de uma pesquisa que mostrava que o telespectador buscava assistir programas trágicos, e o romantismo da novela seria uma opção mais leve.
Marcou a volta de Marco Nanini às novelas desde Pedra sobre Pedra, com o divertido desmemoriado Otávio Montana. Acabou por ser sua última novela fixa até 2016, quando participou de Êta Mundo Bom!, pois de 2001 a 2014 estava no elenco de A Grande Família. Inicialmente, Susana Vieira estava cotada para apresentar o Você Decide, mas acabou descartada após a sua escalação para interpretar Gonçala.
Os personagens principais são homenagens de Euclydes Marinho a pessoas que conviviam com o autor na época. Sua então esposa, a socialite Lilibeth Monteiro de Carvalho foi homenageada com o nome das três filhas de Otávio Montana: seus três primeiros nomes de batismo são Celi (Mariana Ximenes), Elizabeth — escrito "Elizabete" — (Viviane Pasmanter) e Júlia (Débora Bloch). Thiago (Caio Blat) é o nome de seu filho, além de Gonçala (Suzana Vieira) e Oneide (Isabela Garcia) que eram pessoas que trabalham com Euclydes. Na reta final da trama, dois personagens apareceram como participações especiais: Arnon Monteiro e Joaquim Pedro, nomes dos filhos de Lilibeth com o ex-presidente Fernando Collor. "Arnon Monteiro" também seria usado também para fazer merchandising do Centro Sportivo Alagoano (CSA), agremiação de futebol com base em Maceió, que seria citado pelo personagem de Otávio Augusto em uma das cenas. No entanto, a direção da Globo vetou a citação, com base em declaração dada por Arnon de Mello em entrevista. O autor teve também problemas com a emissora quando colocou o personagem com este nome na trama. Em resposta, a Globo desmentiu qualquer censura ao trabalho de Euclydes Marinho e afirmou que não costuma fazer merchandising de clubes de futebol.
Marcos Palmeira que fazia o co-protagonista Chico Mota ficou doente com uma crise de hemorroidas nos últimos dias de gravação ficando sem aparecer em 3 episódios e só aparecendo no último. As cenas dele foram apenas lembradas pelos personagens. Numa cena em que Chico Mota tinha que desvendar San Marino acaba por ir Débora Bloch, Júlia Montana, dizendo que ele estava com febre por isso não podendo vir.
A escritora Heloísa Hilário Kohler acusou o autor Euclydes Marinho de plagiar um livro de sua autoria, que nunca foi publicado. Segundo ela, semelhanças da história do livro podiam ser vistas na novela. A TV Globo e o autor contestaram as acusações.
Marcou a estreia em novelas da Globo: Fernanda Souza, Mariana Ximenes e Caio Blat. Bárbara Paz foi uma das atrizes que fez testes para interpretar o papel que ficou com Ximenes.
O papel de Júlia Montana era no princípio para Malu Mader, mas acabou por ficar com Débora Bloch. Isadora Ribeiro iria interpretar Oneide a convite de Dennis Carvalho, mas acabou dispensada pelo mesmo no começo das gravações. Em entrevista, a atriz relatou que ele achava que ela muito nova para viver a mulher de Otávio Augusto — parceiro de Oneide, que viria a ser interpretada por Isabela Garcia: "Não posso ser descartada assim até porque sou cria da casa".
A abertura mostrava cartões a subir com casas, pessoas, barcos e outros, outra abertura que tinha cartões a mexer era da novela da mesma emissora, Estúpido Cupido.

## Exibição
Foi reexibida na íntegra pelo Viva de 22 de janeiro a 06 de setembro de 2024, substituindo Corpo Dourado e sendo substituída por Cara & Coroa na faixa das 13h, com reapresentação às 1h15 e maratona aos domingos das 9h às 14h15.

### Outras Mídias
Em 04 de novembro de 2024, foi disponibilizada na íntegra pelo Globoplay, como parte do Projeto Resgate.

## Repercussão
Avaliando o primeiro capítulo para a Folha de S.Paulo, Francisco Martins da Costa elogiou alguns nomes presentes em seu elenco, como Marcos Palmeira e Marcelo Novaes, bem como a volta às novelas de atores da TV Pirata (Débora Bloch e Marco Nanini). Notou também que atores como Vivianne Pasmanter, Nicette Bruno e Cláudio Marzo "vieram apenas repetir performances de sucesso" de personagens anteriores. O ponto negativo ficou para a cena em que a personagem de Bloch se disfarça de camareira para conseguir informações de um empresário árabe que não aceita dar entrevistas: "Em que "padrão" de jornalismo se inspiraram?".
Também em análise para a Folha de S.Paulo, Telmo Martino avaliou que Andando nas Nuvens estava "coalhada de personagens" mas que não conseguiam entrar na trama. Em sua crítica, ele ironiza a função do personagem de Nanini que, nesta fase da trama, não se lembrava de ninguém. Ele fez elogios ao personagem de Marcos Palmeira e afirmou que "é um ator em constante evolução" que conseguiu se livrar dos "vestígios de caipirice e está um William Holden dos bons tempos." Realizando comparação semelhante, diz que a personagem de Débora Bloch, "aclamada por sua beleza esfuziante, não é mais do que uma Jean Arthur para o Holden de Marcos Palmeira."

### Audiência
Seu primeiro capítulo obteve 36 pontos de média em São Paulo. Esse índice não foi mantido e a audiência da novela começou a penar. Até abril de 1999, a média da novela era de 31 pontos — 4 pontos abaixo da meta estabelecida, de acordo com reportagem da Folha de S.Paulo. Um dos fatores para a baixa audiência era a concorrência com a telenovela infantil Chiquititas e o jornalístico Cidade Alerta. Euclydes Marinho chegou a afirmar que não estava sendo cobrado por causa dos números, mas que a audiência era satisfatória no restante do Brasil. "Não tenho como competir com o Cidade Alerta ou as Chiquititas. Eu não quero apelar. Fazer uma novela infantil significa perder o público adulto. Minha novela tem um público maior, anônimo. É preciso escrever de forma a atingir a maioria." Na semana seguinte, o diretor-executivo do Ibope, Carlos Augusto Montenegro, rebateu a crítica de Marinho e as considerou infundadas: "Novela e telejornal são fenômenos nacionais. A diferença é realmente por causa da concorrência".
Andando nas Nuvens encerrou com média geral de 33 pontos de audiência em São Paulo.

### Prêmios
- Prêmio Master - Jornal dos Clubes

Atriz Revelação: Mariana Ximenes
Destaque jovem: Caio Blat
- Magnífico Award

Revelação: Mariana Ximenes
- Prêmio Qualidade Brasil

Maior Revelação: Mariana Ximenes
- Melhores do Ano

Melhor Ator: Marco Nanini

## Trilha sonora

### Nacional
Capa: Vivianne Pasmanter
| N.º | Título                                     | Música            | Tema              | Duração |  |
| 1.  | "Machuca Demais"                           | Só Pra Contrariar | Janete e Átila    | 4:19    |  |
| 2.  | "Não Há Dinheiro Que Pague"                | Paulo Ricardo     | San Marino        | 2:59    |  |
| 3.  | "Garganta"                                 | Ana Carolina      | Júlia             | 3:32    |  |
| 4.  | "Resposta (com participação de Lô Borges)" | Milton Nascimento | Chico e Júlia     | 4:30    |  |
| 5.  | "Rachadinho"                               | Soweto            | Geral             | 3:55    |  |
| 6.  | "Me Dê Motivo"                             | Tim Maia          | Bete e Raul       | 3:47    |  |
| 7.  | "É Ouro Pra Mim"                           | Renata Arruda     | Gonçala           | 4:47    |  |
| 8.  | "Indecisão"                                | Netinho           | Alex e Oneide     | 4:17    |  |
| 9.  | "Você Mentiu Pra Mim (You Fooled Me)"      | Ed Motta          |                   | 5:08    |  |
| 10. | "Tempestade"                               | Harmadilha        | Thiago e Celi     | 3:33    |  |
| 11. | "Gulosa" (versão novela)                   | Fat Family        | Abertura          | 3:45    |  |
| 12. | "Minha Menina"                             | Maurício Manieri  | Bete e Arnaldinho | 4:37    |  |
| 13. | "Mais Uma Vez (Back For Good)"             | Pepê & Neném      | Bob e Flora       | 4:03    |  |
| 14. | "Despertar"                                | Paulo Henrique    | Otávio            | 2:47    |  |

### Internacional
Capa: Marcos Palmeira
1. "True Colors" - Phil Collins
2. "You Needed Me" - Boyzone
3. "She's All I Ever Had" - Ricky Martin
4. "Crush" - Jennifer Paige
5. "Te Perdi" - Chris Duran
6. "Dust In The Wind" - Sarah Brightman
7. "No Scrubs" - TLC
8. "Tiembla Mi Piel" - Javier[35]
9. "More Than a Feeling" - No Mercy
10. "Inevitable (Soft Final Ballad)" - Shakira
11. "Wait Till I Get Home" - C-Note
12. "I'm Yours" - Quincy Jones
13. "Ci Saró (I'll Be)" - Mafalda Minnozzi
14. "I Could Be The One" - Vanessa Mann
15. "Everything Is Gonna Be Alright" - Sweetbox (com Tina Harris/ Orquestra Sinfônica Alemã / Orquestra Sinfônica de Babelsberg)
16. "Delicious" - Sweet Tide

### Trilha sonora complementar: Academia Dancin' Days
1. "Don't Let Me Be Misunderstood" - Santa Esmeralda
2. "Mambo Jambo" - Tropical Brazilian Band
3. "Carnavalera" - Havana Delírio
4. "In The Mood" - Syd Lawrence Orchestra
5. "El Cayuco" - Tito Puente
6. "Stranger In Paradise" - Ray Conniff
7. "Na Onda do Berimbau / Pergunte ao João / Zum Zum Zum" - Ed Lincoln
8. "Rock Around The Clock" - Bill Haley & His Comets
9. "Valsas Strauss & Co. (Medley)" - André Rieu
10. "La Cumparsita" - Alfredo de Angelis
11. "Forró em Limoeiro" - Marinês e Sua Gente
12. "Samba do Avião / Tema da Academia" - Br +
13. "Um Chorinho Para Você" - Zé Nogueira
14. "Dancin' Days" - Frenéticas